# Comté de Gogebic
Le comté de Gogebic (Gogebic County en anglais) est situé dans l'extrême-ouest de la péninsule supérieure de l'État du Michigan, sur la frontière avec l'État du Wisconsin. Une partie du comté bord la rive du lac Supérieur. Son siège est à la ville de Bessemer. Selon le recensement de 2000, a population est de 17 370 habitants.

## Géographie
Le comté a une superficie de 3 824 km2, dont 2 854 km2 en surfaces terrestres.
Le lac Vieux Désert sépare le comté de Gogebic du comté de Vilas situé dans le Wisconsin. Ce lac est également la source de la rivière Wisconsin.

### Comtés adjacents
- Comté d'Ontonagon (nord)
- Comté d'Iron (est)
- Comté de Vilas, Wisconsin (sud)
- Comté d'Iron, Wisconsin (sud-ouest)